# Économie politique internationale
L'économie politique internationale (EPI) est une discipline académique à la croisée de l'économie, de la science politique et des relations internationales. Elle analyse les interrelations entre l'économie, la politique et la relations internationales, parfois dans leur dimension géopolitique. Elle s'attache à éclairer les effets des politiques sur l'économie au niveau international, et vice versa. 

## Définition
L'économie politique internationale est née dans les années 1970 à la London School of Economics. Son émergence est due à la nécessité pour les économistes et politistes de l'époque de comprendre les phénomènes d'interdépendance des États à travers un prisme non marxiste. La discipline se divise en plusieurs branches : la première, l'anglaise, s'attache principalement à l'étude de la diversité des acteurs de l'économie internationale ; la deuxième, l'américaine, est plus statocentrique et cherche à découvrir des lois. 
Les écoles de pensée des relations internationales (libéralisme, réalisme, ...) existent également en économie politique internationale, quoique les lignes de démarcation entre ces écoles puissent différer.

## Écoles de pensée

### L'école américaine
L'école américaine est principalement positiviste. Elle part du réel pour l'étudier et cherche à ce titre à produire des savoirs neutres, anhistoriques et cumulables. Conséquemment, elle repose sur une méthodologie empiriste dans laquelle les approches quantitatives sont dominantes. 
Les auteurs de cette école sont généralement statocentriques. Ils considèrent que l'État demeure l'acteur principal des relations économiques et politiques internationales, et qu'à ce titre, toute analyse doit partir ou traiter de l’État. Logiquement, les théories de cette école mettent en lumière le rôle de la puissance publique dans l'économie politique internationale ; ainsi de la théorie de la stabilité hégémonique et de la théorie des régimes internationaux.
L'école américaine se distingue également, historiquement, par le poids qu'elle donne à la composante économique de la discipline. L'importance des études d'économie aux États-Unis ont mené les penseurs de l'EPI à aborder la discipline via des concepts de l'économie, plus que ceux issus de la science politique ou des relations internationales. L'école américaine s'intéresse donc beaucoup aux questions d'équilibre partiel et développe essentiellement des théories s’inscrivant dans l'approche des middle range theory et problem–solving.
Les critiques de l'école américaine soulignent son manque de pluralisme qui la rend aveugle à de nombreux questionnements contemporains, son caractère auto-référentiel (i.e. centré sur les États-Unis et sur ses propres débats internes), sa trop grande emphase sur l'économie au détriment du politique et finalement son manque de portée générale en raison d'un développement porté par les questions d'équilibres partiels.
Les courants réaliste et libéral sont dominants dans cette école.

### L'école anglaise
L'école anglaise se caractérise par son pluralisme épistémologique, ontologique et méthodologique. Par ailleurs, elle est davantage normative, interprétativiste et méthodologiquement moins empirique. Son ontologie pluraliste l’amène à considérer davantage d'acteurs dans ses analyses tels les marchés, les individus, les autorités privées (L'ouvrage The Retreat of the State de Susan Strange contient par exemple un chapitre sur les mafias), les mouvements sociaux et les structures.
Les travaux de l'école anglaise s'intéressent à des objets plus variés que ceux de l'école Américaine et comprennent notamment la globalisation et le développement international.
Les critiques de l'école anglaise lui reproche son manque de cohérence et sa trop grande variété ontologique et méthodologique qui rend difficile l'accumulation des connaissances et le développement de théorie.
L'école se veut étudier « l’interaction réciproque et dynamique dans les relations internationales entre l’accumulation de la richesse et la poursuite de la puissance ». En général les spécialistes voient l’Économie politique internationale comme une sous-discipline des relations internationales même si Susan Strange, au contraire, considérait les relations internationales comme une sous-discipline de l’Économie politique internationale.

## Les courants théoriques

### Le réalisme
Le courant réaliste est aussi nommé : mercantiliste, protectionniste et parfois nationaliste. Ce courant est très proche du courant réaliste classique en relations internationales mais y inclut une perspective économique. Pour les auteurs de ce courant, l’État sur le plan économique cherche d’abord à renforcer sa puissance par rapport à ses concurrents. Pour eux, même si tous les participants sont gagnants dans l’échange international, un pays peut le refuser s’il estime qu’il sera moins favorisé qu’un de ses concurrents. En effet en acceptant sa place relative va diminuer. En général, les membres du courant réaliste sont sceptiques quant à la mondialisation et n’ont qu’une estime relative envers les institutions internationales
Grands auteurs :Stephen Krasner, Alexander Hamilton, Friedrich List, Robert Gilpin

### Le libéralisme
C’est aux États-Unis le courant le plus important. En 2005, 69 % des spécialistes américains de la spécialité se déclaraient de ce courant et 77 % étaient favorables au libre-échange. Pour eux, à la suite de John Locke et en opposition avec Thomas Hobbes qui inspire les réalistes, l’absence de gouvernement n’implique pas l’état de guerre. Par ailleurs, à la suite de Grotius, ils estiment que les relations internationales doivent être régies par des règles de droit. Au vingtième siècle, les idées de Woodrow Wilson, l’homme des quatorze points et de la Société des Nations, ont joué un rôle déterminant sur le libéralisme en relation internationale. Les libéraux sont pluralistes et pour eux les relations internationales ne dépendent pas seulement des États*; En effet, il faut aussi compter avec les multinationales, les ONG, les Institutions internationales et l’opinion publique internationale. D'après les libéraux, un monde plus interdépendant conduit à la formation d'une société internationale et est porteur de paix, de justice et de prospérité. En effet, pour les libéraux, la coopération par les échanges est un jeu à somme positive. Ce courant est très diversifié.
Principaux auteurs : Adam Smith, Emmanuel Kant, David Ricardo, Woodrow Wilson, John Maynard Keynes,  Robert Keohane.

### Le marxisme
Ce courant s’intéresse plus à l’étude des relations économiques Nord-Sud qu’aux relations entre les grandes puissances. Par ailleurs, il attribue aux rapports entre classes sociales une place importante puisque ce sont elles qui, selon les représentants de ce courant, déterminent les actions des États. Ainsi la fraction dominante de la classe dirigeante peut, en fonction de la conjoncture, des rapports de classe, d'un calcul coûts/ avantages interne à cette fraction arbitrer pour le maintien de la paix ou pour le déclenchement d'une guerre. 
Pour certains analystes de cette mouvance, le déclenchement par exemple de la guerre d'Irak en 2003 serait étroitement liée aux intérêts privés du clan Bush dans les lobbys militaro-industriels et pétroliers et à l'objectif de sa réélection ; des documents disponibles aujourd'hui vont dans ce sens. Concernant les conflits armés dans le Sud, leur décryptage passe souvent par l'intérêt des industries d'armement et de certaines fractions des classes dirigeantes du Nord, le soutien à des dictatures qui défendent des intérêts stratégiques, pétrole, terres rares etc. Les groupes multinationaux considèrent les pays du Sud, et de l'Est dans une certaine mesure, comme sources de matières premières et surtout aujourd'hui de main-d'œuvre et de débouchés. Le Sud inclut aujourd'hui plus de 80 % de la population mondiale. Son formidable réservoir de main-d'œuvre à bas coût gonfle les profits des sociétés et les dividendes des principaux actionnaires. Le capitalisme financiarisé a succédé au capitalisme fordiste.
Actuellement deux grands courants prédominent : la théorie de la dépendance axée sur les rapports Nord-Sud et l’approche système-monde qu’Immanuel Wallerstein a développé à partir des travaux de Fernand Braudel. L’idée générale est ici que le centre « exploite » plus ou moins la périphérie.
Principaux auteurs : Robert Cox, Immanuel Wallerstein, Marx, Lénine.

## La nouvelle économie politique internationale (NEPI)
Elle est née en réaction avec ce qu’elle appelle l’école orthodoxe en relation internationale constituée, selon elle, de l’école néoréaliste en relations internationales et de l’institutionnalisme néolibéral, certains parlent de « synthèse néo-néo ». Alors que ces deux écoles ont en commun une approche basée sur une analyse empiriste tournée vers l'action et l'expertise utilisable par les décideurs, l’école de la nouvelle économie politique internationale, se veut hétérodoxe et plus réflexive. Elle a été également créée parce que ses fondateurs estimaient que la mondialisation rendait « nécessaire de revoir les façons de faire » et appelait « à la construction de nouvelles approches afin de rendre lisible le monde ». Toutefois, il convient de noter que tant ce qu'ils appellent l'école orthodoxe que le courant hétérodoxe qu'ils incarnent sont relativement hétérogène.
Principaux auteurs : Susan Strange, Robert Cox

### L’école orthodoxe vue par la NEPI
L'école orthodoxe domine largement aux États-Unis. En 2005, les cinq spécialistes des relations internationales les plus importants, selon un sondage fait auprès des professeurs américains en la matière, à savoir : Robert Keohane, Kenneth Waltz, Alexander Wendt, Samuel Huntington et John Mearsheimer appartenaient à ce courant.
- Les grands points communs aux orthodoxes :
  - Une volonté de créer des théories de l’économie politique internationale calquées sur celles des sciences dures et notamment de l’économie orthodoxe. Cette recherche découlant, selon eux, d’un penchant de l’orthodoxie vers le rationalisme et le positivisme[12]
  - Une volonté de développer des problem–solving, c’est-à-dire à résoudre les problèmes qui se posent et une acceptation du monde tel qu’il est[13]
  - Importance accordée aux États[14]

- Le principal point de divergence entre orthodoxes tient au fait que, alors que les néo-réalistes comme Stephen Krasner ou Robert Gilpin ne crient guère à la mondialisation et s'en méfient, les néo-libéraux institutionalistes comme Robert Keohane et Joseph Nye y sont favorables[15].

### La NEPI en elle-même: l’EPI hétérodoxe
La nouvelle économie politique internationale ne croit pas à la possibilité d’établir une théorie de l’économie politique, et ne pense pas que l’État soit l’acteur dominant. Par ailleurs ses membres adoptent une approche très fortement multidisciplinaire et s’intéressent en sus de la science politique et de l’économie, à la sociologie, à l’anthropologie, au droit, à la démographie et à l’histoire.
Plusieurs points sont au centre de leur recherche
- La finance mondiale
- Les changements technologiques
- L’internationalisation des firmes
- L’émergence d’une diplomatie économique
- l'intensification des communications internationales et des flux migratoires
- Les changements de la géographie globale (changement de frontières, émergences de grandes villes, etc.)

Deux grands auteurs ont marqué la Nouvelle économie politique internationale, Susan Strange qui a adopté une approche réaliste non centrée comme l’école réaliste orthodoxe sur les États mais sur l’ensemble des acteurs; et Robert Cox qui lui a opté pour une approche néogramscienne, c’est-à-dire qui s’intéresse à la classe dominante et à la façon dont elle acquiert un pouvoir hégémonique.

### PIB et relations internationales
Le Produit intérieur brut (PIB) est l’indicateur économique le plus connu et le plus utilisé. Il est aussi devenu un indicateur essentiel pour l’analyse des relations internationales, notamment pour classer les Etats dans leur obsession de l’objectif de croissance et de développement économiques. Pourtant, si l’agrégat économique lui-même ne manque pas de simplifications conceptuelles de plus en plus difficiles à accepter, l’usage que l’on en fait dans les relations internationales est dangereux.
.

## Pour aller plus loin

### Quelques revues significatives
- (en) International Organisation
- (en) Review of International Political Economy (d’inspiration plutôt NPEI)
- (en) New Political Economy
- Alternatives internationales